# Expert judiciaire (France)
Un expert judiciaire est une personne physique ou une personne morale qualifiée dans un domaine autre que le droit. Dans le cas des personnes physiques, cette activité n'est pas permanente : il doit s'agir d'une activité accessoire, l'exercice d'une activité principale étant la base du niveau de compétence de l'expert. Depuis 2009 la Cour de cassation qualifiait l'expert judiciaire de « collaborateur occasionnel du juge » et le Conseil d'État depuis 1971 de « collaborateur occasionnel du service public de la justice » dans le cadre de ses missions confiées par les différentes juridictions françaises. Depuis plusieurs décrets publiés depuis décembre 2015, les experts judiciaires ne sont plus considérés comme des collaborateurs occasionnels du service public sauf certaines catégories comme les médecins, les interprètes, etc. (voir art. D311-1 du code de la sécurité sociale).
L'expert peut être préalablement inscrit sur la liste d'une cour d'appel, celle du ressort dans laquelle se situe son activité principale. Il est désigné par un magistrat pour donner son avis sur des questions d'ordre technique.

## Liste d'experts
La mesure d'expertise peut être ordonnée d'office ou à la demande d'une partie. Lorsque le juge prend la décision, il doit préciser la mission de l'expert. Il peut exceptionnellement désigner plusieurs experts par affaire.
Les magistrats ont à leur disposition des listes de personnes (physiques ou morales), établies dans chaque cour d'appel, qui recensent des personnes exerçant des professions. Pour figurer sur ces listes il faut être particulièrement qualifié dans un domaine bien défini et faire acte de candidature auprès du Procureur de la République du Tribunal de Grande Instance de son lieu de travail. La personne ainsi inscrite peut alors se prévaloir du titre : « expert en X près la cour d'appel de Y ». Cependant, le juge n'est pas obligé de choisir un expert dans la liste, notamment car tous les domaines ne sont pas représentés dans chaque cour d'appel.
La première inscription sur une liste de cour d'appel est valable pour une période probatoire de trois ans. Ensuite, l'expert est inscrit pour des périodes de cinq ans renouvelables, à condition qu'il en fasse la demande dans les formes imposées.
Jusqu'à un arrêt de la CJUE en date du 17 mars 2011, l'assemblée des magistrats n'avait pas à motiver son choix. La reconnaissance par les juges européens d'un droit au recours effectif en la matière a contraint le gouvernement français à instituer un article 4-1 au décret n°2004-1463 relatif à l'entrée en vigueur d'un arrêté, aux termes duquel les demandes d'inscription sont examinées en tenant compte des qualifications et expériences professionnelles, y compris celles acquises à l'étranger, et de l'intérêt que le demandeur manifeste de la collaboration au service public de la justice. Toutefois, la cour de cassation n'effectuera qu'un contrôle restreint à l'erreur manifeste d'appréciation (EMA). La jurisprudence montre que les juges de la juridiction suprême ne retiennent que rarement l'EMA. 
Il existe également une liste nationale des experts judiciaires, établie par la Cour de cassation. Le titre est alors : « expert en X près la cour d'appel de Y, agréé par la Cour de cassation ». Pour y être inscrit, un expert doit avoir été inscrit au moins cinq ans sur la liste d'une cour d'appel.
La limite d'âge pour figurer sur une liste d'experts près une Cour d'appel est 70 ans pour les personnes physiques mais l'expert qui a atteint cette limite d'âge peut finir sa mission en cours. Passé cet âge l'expert personne physique est automatiquement radié, mais peut demander à accéder à l'honorariat sous certaines conditions.

## Serment
L'expert judiciaire prête serment une fois avant sa première mission s'il est inscrit sur une liste de cour d'appel ou une liste nationale.
S'il n'est pas choisi parmi une liste, il devra obligatoirement prêter serment avant chaque mission et un PV sera joint au dossier.
Le serment prêté en Cour d'appel par l'expert judiciaire est le suivant :
« Je jure, d'apporter mon concours à la Justice, d'accomplir ma mission, de faire mon rapport, et de donner mon avis en mon honneur et en ma conscience. »

## Déroulement d'une expertise judiciaire
Le professionnel est expert judiciaire tout le temps que dure la mission qui lui a été confiée par le magistrat. Dans le cas de l'expertise pénale, L'expert n'a pas la possibilité d'entendre les parties à moins que le juge d'instruction ne l'y autorise expressément. En revanche il est indispensable d'entendre les parties dans une affaire civile lors des réunions d'expertise et dans les dires présentés par les parties ou leur avocat : c'est le respect du principe du « contradictoire ».
L'expert doit être indépendant des parties qu'il est susceptible de rencontrer, dans les dossiers où il intervient. Ainsi, la mission d'expert judiciaire est incompatible avec la pratique habituelle de l'expertise pour le compte de compagnies d'assurances. Toujours dans un souci d'indépendance, les cas de récusation de l'expert sont les mêmes que pour un juge.
Les experts judiciaires peuvent se regrouper au sein d'associations loi de 1901, qui portent le nom de Compagnies. Les Compagnies d'Experts près les Cours d'appel sont regroupées en un Conseil national (CNCEJ). Toutefois, l'adhésion à une compagnie n'est en rien obligatoire et de ce fait, elles n'ont pas le statut des Ordres professionnels.
Le juge vérifie que l'expertise se déroule correctement. L'article 161 du code de procédure pénale précise que le juge d'instruction peut remplacer l'expert en cas de manquements. Au terme de l'expertise, l'expert rédige un rapport à destination du juge. Ce rapport peut guider la solution au juge, mais le magistrat n'est pas lié aux conclusions de l'expert. La loi du 5 mars 2007 relative à la prévention de la délinquance a renforcé le respect du principe du contradictoire avec un rapport d'étapes pour les expertises qui durent plus d'un an : c'est la rédaction d'un rapport provisoire qui est un projet communiqué aux parties. Cela permet à l'expert de prendre en compte les derniers dires des parties. Il est proposé par l'article 167-2 du code de procédure pénale.

## Spécialités d'experts judiciaires
- Agriculture ;
- Architecture, construction, bâtiment et travaux publics ;
- Armes, balistique ;
- Art ;
- Assurances ;
- Chimie ;
- Commerces, entreprises ;
- Communication ;
- Comptabilité, révision de comptes, économie, finance, fiscalité ;
- Criminalistique ;
- Droit du travail, sécurité sociale ;
- Éthique,Déontologie ;
- Expertise en écritures ;
- Environnement ;
- Géomètre-expert ;
- Immobilier ;
- Incendie, explosion;
- Industrie ;
- Informatique, électronique, télécommunications ;
- Psychiatrie
- Psychologie
- Santé, médecine ;
- Traduction, interprétation ;
- Transports ;